# Stroke play
A stroke play vagy más néven „medal play” a golf egyik formája, amelynek első dokumentálható említése 1759-ben a skóciai St. Andrewsban történt. A golf másik fő formája a match play.
A stroke playnél az a játékos győz, aki a legkevesebb ütésszámot („score”) éri el a meccs egyes fordulóiban. Egy forduló általában 18 lyukat jelent, de 2006 óta léteznek 9 lyukas fordulók is. A legtöbb profi torna négy fordulóból áll, amelyeket csütörtök és vasárnap között bonyolítanak le. Az amatőr meccsek általában egyfordulósak, de a golfklubok saját bajnokságain gyakran több nap alatt több fordulót is lejátszanak.
Amennyiben bruttó pontszámítást alkalmaznak, akkor egyszerűen a legkevesebb ütésszám a legjobb eredmény. Nettó pontszámítás esetén azonban az egyes játékosok ütésszámát minden egyes fordulóban csökkenteni kell a játékos hendikepjével. Ha például egy játékos pontszáma 90 és a hendikepje 18, akkor ugyanúgy 72 a végeredménye, mint egy 72 pontot elérő és 0 hendikeppel rendelkező játékosé. Ez a gyengébb játékosnak előnyt adó kompenzáció a győzelem esélyét egyenlíti ki a gyengébb és erősebb játékosok között.
Mivel a végeredménybe minden egyes lyuknál elért pontszám beleszámít, ezért a játék addig tart, amíg az összes szakaszt végig nem játsszák, illetve addig, amíg a pontkülönbséget már nem lehet behozni. Az elhúzódó játék a gyengébb játékosok számára nehézséget jelenthet, és a pályát is hosszú időre lefoglalhatja, ezért bizonyos helyeken inkább a stroke play Stableford változatát játsszák. Ennél ugyanis a végeredmény kiszámításához nem szükséges a labdát minden lyukba bejuttatni.

## Fordítás
- Ez a szócikk részben vagy egészben  a   Zählspiel című német Wikipédia-szócikk ezen változatának fordításán alapul.  Az eredeti cikk szerkesztőit annak laptörténete sorolja fel. Ez a jelzés csupán a megfogalmazás eredetét és a szerzői jogokat jelzi, nem szolgál a cikkben szereplő információk forrásmegjelöléseként.